# الحافة (القفر)

تعديل مصدري - تعديل

الحافة محلة تابعة لقرية الحبلة، التابعة لعزلة بني مسلم بمديرية القفر إحدى مديريات محافظة إب في الجمهورية اليمنية، بلغ تعداد سكانها 38 حسب تعداد اليمن لعام 2004.